# 伊馛
伊馛（?—459年），代郡人，北魏軍事人物。

## 生平
年少時勇猛健壯，走路就能跟奔馬匹敵，擅於弓射，多力，曳牛却行。428年（神䴥元年），被拔擢為侍郎，轉三郎，賜爵汾陽子，加振威將軍。439年（太延5年），發起關於太武帝親征北涼的議事，群臣多持強烈反對議論，只有伊馛、崔浩等贊同出征。440年（太平真君元年），出任中護将軍、秘書監，以功績受封為魏安侯之爵位，加冠軍將軍之位。之後，出任東雍州刺史，轉任殿中尚書。450年（太平真君11年），陪同太武帝南征，瓜歩而到達，以戰功進封鎮軍將軍。453年（興安2年），成為征北大將軍、都曹尚書、加侍中之位、受封河南公之爵位。
子：伊蘭，嗣其爵，任散騎常侍、庫部尚書。

## 延伸阅读
[在维基数据编辑]
 《魏書·卷44》，出自魏收《魏书》
 《北史·卷025》，出自李延壽《北史》